# (556) Phyllis
(556) Phyllis est un astéroïde de la ceinture principale découvert par Paul Götz le 8 janvier 1905.
Il a été ainsi baptisé en référence à Phyllis, princesse de la mythologie grecque.